# Waikato Spur
Der Waikato Spur ist ein 5 km langer Gebirgskamm im ostantarktischen Viktorialand. In der Royal Society Range erstreckt er vom Mount Lister nordwestwärts und trennt die oberen Abschnitte des Emmanuel- und des Carleton-Gletschers voneinander.
Das Advisory Committee on Antarctic Names benannte ihn 1994 in Anlehnung an die Benennung weiterer Objekte in diesem Gebiet, die nach Universitäten benannt sind, nach der University of Waikato im neuseeländischen Hamilton.